# Richard Holtze

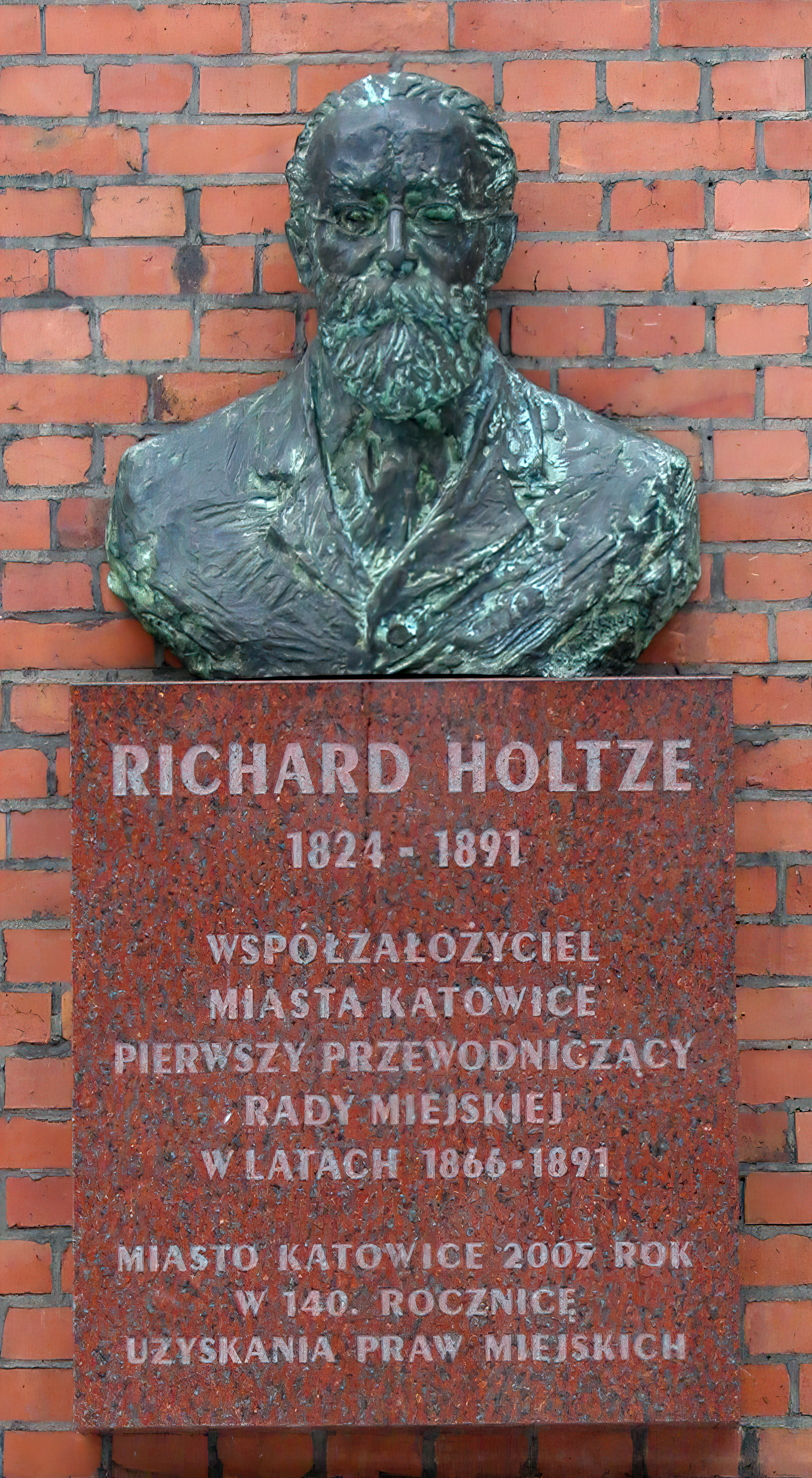
Tablica pamiątkowa w Katowicach przy ul. A. Mickiewicza 5

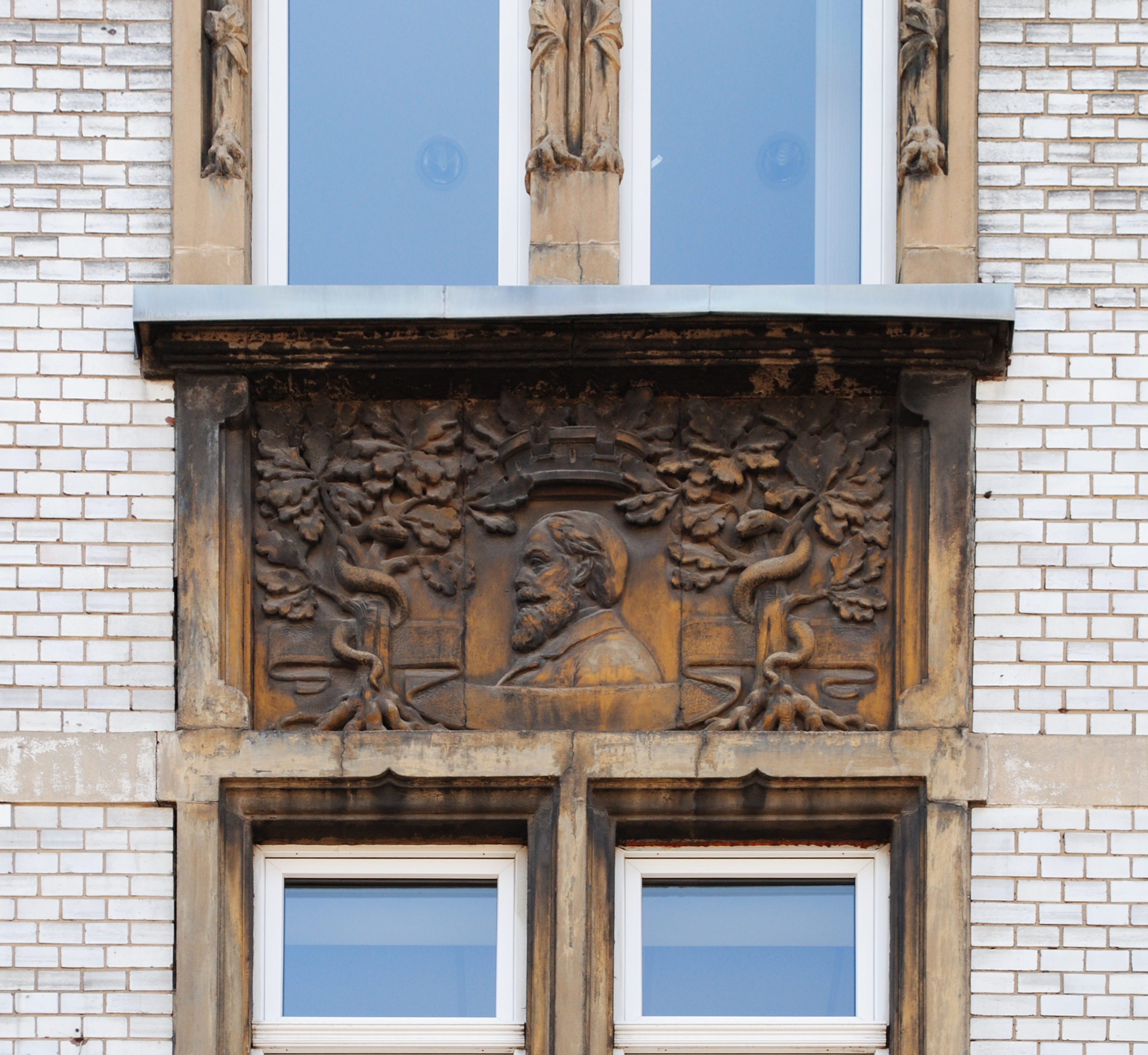
Płaskorzeźba przedstawiająca Richarda Holtzego na fasadzie kamienicy przy ulicy Warszawskiej 31 w Katowicach

Richard Holtze (ur. 9 lutego 1824 w Bełku, zm. 27 stycznia 1891 w Katowicach) – doktor medycyny, poseł do Reichstagu, współzałożyciel miasta Katowice, pierwszy i długoletni przewodniczący Rady Miejskiej Katowic.

## Życiorys
Richard Holtze urodził się w 1824. Był synem Friedricha Richardsa – elewa Szkoły Hutniczej oraz panny do towarzystwa Apolonii von Schillerwein. Jego rodzicami chrzestnymi zostali John i Helena Baildonowie, posiadacze dóbr bełkowskich. Również za sprawą Baildonów Apolonia w 1825 została żoną wdowca Johanna Friedricha Holzera – zarządcy dóbr rycerskich w Bełku, który adoptował Richarda (od 1836 rodzina Holzer zaczęła używać nazwiska Holtze).  
Po ukończeniu Szkoły Elementarnej w Bełku Richard uczęszczał do gimnazjum w Raciborzu, skąd jednak Baildonowie przenieśli go do gimnazjum w Gliwicach. Następnie studiował medycynę na Uniwersytecie Wrocławskim.
2 listopada 1851 r. osiadł jako pierwszy lekarz i człowiek z wyższym wykształceniem w Katowicach. Trzy lata później ożenił się z Bertą Grundmann, córką przemysłowca Friedricha Wilhelma Grundmanna, z którą miał jedenaścioro dzieci. Od czasu osiedlenia się w Katowicach prowadził praktykę jako lekarz ogólny. Wraz ze swym teściem zaangażował się w działalność gminy ewangelickiej, czego efektem było utworzenie parafii i budowa kościoła pw. Zmartwychwstania Pańskiego (poświęcony w 1858) oraz budowa szkoły wyznaniowej.
Jako lekarz miejski starał się polepszyć sytuację najbiedniejszych, przyjmował ok. 100 ubogich dziennie za symbolicznym wynagrodzeniem płaconym przez miasto. 
Od 1855 r. zasiadał w Zgromadzeniu Gminnym podejmując wiele korzystnych inicjatyw dla rozwoju wsi, co zaowocowała nadaniem 11 września 1865 r. królewskim edyktem Katowicom praw miejskich. Pierwsze wybory miejskie odbyły się 3 marca i 4 kwietnia 1866 r. Z 342 kandydatów wybrano pierwszych 18 przedstawicieli. Przedstawiciele ci pod przewodnictwem przewodniczącego komitetu wyborczego dra Richarda Holtze wybrali 14 maja 1866 r. pierwszy magistrat Katowic. Pierwszym burmistrzem miasta Katowice został Louis Diebel z Krapkowic, zastępcę burmistrza Rossei oraz 4 stałych radnych miejskich (w 1875 podniesiono ich liczbę do 6). Richard Holtze został przewodniczącym rady miejskiej.
W 1869 był współzałożycielem loży wolnomularskiej („Johannis-Loge zum Licht im Osten zu Kattowitz”) i został jej pierwszym mistrzem. W 1873 roku został wybrany członkiem prezydium Rady Powiatu Katowickiego, w 1877 posłem Sejmu Prowincji Śląskiej oraz jako członek Partii Narodowo-Liberalnej posłem do Sejmu Pruskiego. Wszystkie te funkcje pełnił do śmierci 27 stycznia 1891 roku. Został pochowany na starym cmentarzu ewangelickim – obecnie ul. Konstantego Damrota. Z inspiracji władz komunistycznych zbezczeszczono ten cmentarz, a w latach późniejszych teren przeznaczono pod budowę Biblioteki Śląskiej.
W 25. rocznicę doktoratu otrzymał od społeczeństwa miasta wysoką nagrodę, którą przeznaczył w całości na budowę basenu przy Łaźni Miejskiej. Na jej budynku znajduje się dziś, odsłonięta w 2005 tablica pamiątkowa i popiersie dra Richarda Holtze w uznaniu zasług dla rozwoju miasta (nawiązujące do wcześniejszego, które istniało do około 1935).
W latach 1876−1922 jego imieniem była nazwana jedna z ulic w śródmieściu Katowic − dzisiejsza ulica Mariacka.
Holtze posiadał własną willę, przy ówczesnej Friedrichstraße w Katowicach (obecnie ul. Warszawska), naprzeciw willi Grundmanna. Obydwie dziś nie istnieją.

## Publikacje
- Richard Holtze, Die Stadt Kattowitz. Eine kulturhistorische Studie, G. Siwinna, Kattowitz 1871.
- Richard Holtze, Miasto Katowice. Studium kulturowo-historyczne, Muzeum Śląskie, Katowice 2005, ISBN 83-87455-59-8 (uzupełnione szkicem: Jan Szturc, Richard Holtze (1824-1891), s. 6-10) – polskie tłumaczenie opracowania z 1871.
- Robert Borkowy, John Baildon i Richard Holtze oraz ich związki z miejscowością Bełk [w:] Śląsk bogaty różnorodnością kultur, narodów i wyznań, Czerwionka-Leszczyny 2004, ss. 35-46.